# Голубка (фильм, 2008)
«Голубка» — российский фильм режиссёра Сергея Ольденбург-Свинцова, снятый в 2008 году.

## Сюжет
Генка — самобытный художник, только отпраздновавший своё сорокалетие. На своём велосипеде он ездит в поля, где созерцает небо, а дома ведёт беседы с пауком Василием.
Светка — мать двоих детей, так и не познавшая радостей любви, а слово «оргазм» услышавшая лишь случайно.
Оба живут в глухой провинции.
Действие картины происходит в канун августовских событий 1991 года.

## В ролях
- Александр Коршунов — Генка, художник
- Инга Оболдина — Светка
- Клавдия Коршунова — мать Генки
- Арсений Ахметзянов — Генка в детстве
- Мирослава Карпович — Майя
- Олег Тополянский — бизнесмен
- Агриппина Стеклова — Любаша
- Кирилл Кяро — Владимир, муж Любаши
- Александр Купцов — сосед Генки
- Сергей Холмогоров — Виктор, фотограф
- Ирина Жерякова — Катька
- Иван Косичкин — Юрка
- Антон Шишкин — Павел, старший сын
- Адель Ахметзянов — Андрей, младший сын
- Владимир Фоков — председатель
- Татьяна Щанкина — бабка Настя
- Арина Маракулина — Нюрка
- Степан Коршунов — отец Генки
- Василий Фролков — Пётр Егорыч
- Нина Калаганова — Лукинична
- Елена Калаганова — Зинка, продавщица
- Светлана Колина — Матрёна
- Татьяна Орлова — Умылина
- Василий Фалалеев — Желтухин
- Александр Орловский — Борька-пасечник
- Михаил Яблочников — Григорий-скотник
- Алексей Александров — Саныч, конюх
- Роман Ерыгин — галерист
- Зоя Петрова — учительница музыки
- Александра Деменьшина — подруга Павла
- Екатерина Осягина — Ольга, подруга Майи

## Съёмочная группа
- Автор сценария: Сергей Ольденбург-Свинцов
- Режиссёр-постановщик: Сергей Ольденбург-Свинцов
- Главный оператор: Григорий Яблочников
- Оператор: Юрий Левченко
- Художник-постановщик: Леонид Кипнис
- Композитор: Игорь Стариков
- Продюсеры:
  - Сергей Ольденбург-Свинцов
  - Кирилл Якубовский

## В фильме звучат песни
1. песня «Голубка» (муз. Себатьян Ирадье; русский текст С. Болотина, Т. Сикорской). Исполняет Клавдия Шульженко
2. И.-С. Бах Концерт для двух скрипок с оркестром ре минор, BWV 1043
3. Иоганн Штраус Полька Трик-Трак, ор. 214
4. П. Чайковский Фрагмент из балета «Лебединое озеро»
5. песня «Иволга» (городской фольклор). Исполняет Евгений Осин
6. песня «На муромской дороге» (народная)
7. песня «La Paloma» («Голубка»). Исполняет Нана Мускури

## Дополнительные факты
- Фильм посвящён художнику Геннадию Архирееву (1949—2007)
- Съёмки проводились в городе Казань и на острове Свияжск

## Фестивали и премии
- 2008 — КФ «Окно в Европу» в Выборге
  - Специальный приз жюри «Серебряная ладья» в конкурсе игрового кино «Российские премьеры» (Сергей Ольденбург-Свинцов)
- 2008 — МФ фильмов о правах человека «Сталкер» в Москве
  - Приз Гильдии кинорежиссёров России «За многообещающий дебют в кинорежиссуре» (Сергей Ольденбург-Свинцов)
- 2009 — Всероссийский Шукшинский кинофестиваль на Алтае
  - Диплом «За лучшую женскую роль» (Инга Оболдина)
- 2009 — МФ кинематографических дебютов «Дух огня» в Ханты-Мансийске
  - Приз им. Александра Абдулова (Александр Коршунов)